# كذلك في الزمالك (فلم)
كذلك في الزمالك فيلم مصري أُنتج عام 2002. وهو أول فيلم يخرجه أحمد عواض، وتاريخ عرضه يوافق عيد الفطر في مصر لعام 1423 هـ.

## قصة الفيلم
تدور أحداث الفيلم حول نزار، شاب أرستقراطي مفلس يسكن في حي الزمالك، يعيش عالة على النساء مع أخيه الأصغر نجيب. تعود أختهما نادية من باريس ويقابل نزار شابا آخر وهو سعيد شنبر الذي يعمل في محطة بنزين. يستغل نزار سعيد في عملية نصب وهي الاستيلاء على ثروة المليونير العجوز لصالح زوجته رقية، حيث أن المليونير قد أوصى بالثروة لابنه المفقود في لبنان، يستعين أيضا بنصاب آخر هو رشدي، يذهب الجميع: نزار وسعيد ورشدى ورقية لاستلام الميراث، وتفاجأ أن الابن المفقود مطلوب من قبل رجال عصابة المافيا الذين يبادرون بإطلاق الرصاص عليه لاغتياله، تتراجع الأرملة رقية عن فكرة الاستيلاء على الميراث، وتطلب منهم العودة للقاهرة بدونها.

## بطولة
- حسين الإمام
- محمد لطفي
- بسمة
- محمد محمود عبد العزيز
- لقاء الخميسي
- شيماء عقيد
- عبد الله مشرف
- عزت أبو عوف
- مجدي إدريس
- منحة زيتون
- محمود عبد الغفار
- معتز التوني

## فريق العمل
- إخراج: أحمد عواض
- تأليف: حسين الإمام، مختار حسين
- إنتاج: محمد ياسين
- توزيع: اتحاد الفنانين للسينما والفيديو
- مونتاج: ماجد مجدي
- موسيقى: حسين الإمام
- مدير التصوير: سعيد الشيمي

## وصلات خارجية
- مقالات تستعمل روابط فنية بلا صلة مع ويكي بيانات